# Desa Cintaasih (administrativ by i Indonesien, lat -6,96, long 107,32)
Desa Cintaasih är en administrativ by i Indonesien.   Den ligger i provinsen Jawa Barat, i den västra delen av landet, 100 km sydost om huvudstaden Jakarta.